# Expediciones españolas a Tahití

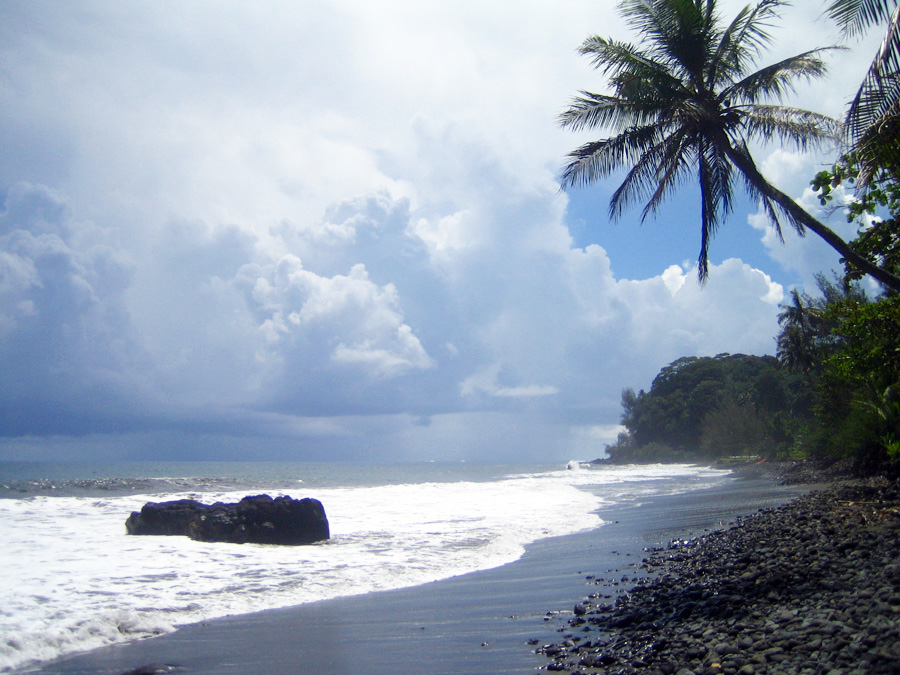
Playa en Tahití.

Entre 1772 y 1775 el virrey del Perú Manuel Amat y Juniet envió expediciones a Tahití con el objeto de incorporar la isla al Virreinato del Perú y evitar que cayera en manos de otras potencias. Se fundó una misión franciscana en la isla, pero unos años más tarde fue evacuada. Tahití fue bautizada como "Isla de Amat" en honor del virrey, nombre que todavía aparece en algunos mapas y bases cartográficas.
El objetivo principal era evitar que Francia o Reino Unido se apoderen de las islas disputadas con España y pudieran amenazar al Virreinato del Perú junto al resto de los dominios españoles desde el Pacífico. En el momento que se desarrollaron, se consideraron un secreto de estado, del mismo modo que anteriores expediciones españolas al Pacífico central y sur, desde el Perú, en el siglo XVI y XVII.

## Antecedentes
Las islas Marquesas, situadas al norte de Tahití dentro de la Polinesia Francesa, fueron avistadas en 1595 por los navegantes españoles Álvaro de Mendaña y Pedro Fernández de Quirós, quienes realizaron tres expediciones desde el Perú en busca de la Terra Australis Incognita en 1567 (Mendaña), 1595 (ambos navegantes) y 1605 (Quirós).
Entre 1764 y 1766 el comodoro británico John Byron con los barcos Dauphin y Tamar, descubrió algunas islas cercanas a Tahití. Esta isla fue descubierta por el capitán de navío inglés Samuel Wallis el 17 de junio de 1767 a bordo de la Dolphin en una nueva expedición. 
A principios de 1767 el francés Louis Antoine de Bougainville al mando de la fragata La Boudeuse y de la fusta L’Etoile, arribó a Tahití y tomó posesión de la isla en nombre del rey de Francia. 
En abril de 1769 el teniente inglés James Cook a bordo del Endeavour, llegó a Tahití y permaneció allí tres meses.
En abril de 1770 el barco Saint Jean Baptiste al mando de Guilleaume Labé, llegó al Callao procedente del Cabo de Buena Esperanza, informando al virrey del Perú, Manuel Amat y Juniet sobre los movimientos de ingleses y franceses en el Pacífico.
En 1770 el virrey envió a Felipe González de Ahedo al mando de los barcos San Lorenzo y Santa Rosalía a verificar la presencia de ingleses en la isla de Pascua, a la cual llegan el 15 de noviembre de 1770, tomando posesión de ella en nombre del rey de España Carlos III. González de Haedo la denomina Isla de San Carlos y regresa al Callao el 29 de marzo de 1771 vía Chiloé. El rey decide enviar colonos y misioneros a la isla de Pascua, pero el virrey tomó conocimiento de la presencia del inglés James Cook en Tahití en 1769 y posterga las órdenes del rey de colonizar Pascua enviando primero la expedición a Tahití para adelantarse a una posible colonización británica de la misma y luego debían dirigirse a la isla de Pascua.
Con el objetivo de averiguar "las maquinaciones de los extranjeros y la situación y estado de los naturales..., atraer nuevas almas a la religión cristiana y nuevos vasallos al rey", finalmente el Virrey Amat decidiría organizar expediciones hacia Tahití, a partir del puerto peruano del Callao, el cual tradicionalmente había sido punto de partida para casi todas las expediciones españolas al Océano Pacífico. Entre otras instrucciones, estaba también la de tratar bien a los naturales y recoger multitud de datos científicos sobre las costumbres de los indígenas y la geografía de la zona (junto a su flora y fauna de las islas, así como las posibilidades agrícolas). Posteriormente se harían retratos pictóricos y dibujos al respecto que se encuentran en el Museo Naval (Madrid).

## Primera expedición a Tahití (1772-73)
Al mando de Domingo de Boenechea (marino guipuzcoano, nacido en Guetaria) con la fragata de guerra española Santa María Magdalena, El Águila, la expedición zarpó del Callao el 26 de septiembre de 1772, arribando a Tahití el 12 de noviembre, isla a la denominan Isla de Amat. Se establecen en la costa Norte de la península de Taiarapu frente al pueblo de Tautira, al que bautizan Santísima Cruz y se dedican a entablar relaciones amistosas con los habitantes de la isla y recoger datos sobre ellos y la flora y fauna, incluso entraron en contacto con Tu y Vehiatua, los principales jefes locales. Tras comprobar que los ingleses no estaban asentados en Tahití ni el la vecina isla de Moorea, los españoles partieron el 20 de diciembre para cumplir las órdenes reales de colonizar la isla de Pascua, llevando consigo a cuatro tahitianos, pero debido a necesidades de reparar el barco, se dirigen a Valparaíso a donde llegan el 21 de febrero de 1773 (donde fallece uno de los tahitianos) y luego, el 31 de mayo retornan al Callao (donde volvería a fallecer otro tahitiano por viruela). Los sobrevivientes, Pautu y Teituanui, fueron bautizados en la catedral de Lima como Tomás y Manuel Amat. 

## Segunda expedición a Tahití (1774-75)
El virrey Amat y Juniet decidió enviar una nueva expedición a Tahití con la intención de anexionarla y fundar una misión franciscana. Debido a que hubo informes de que si bien, no se detecto asentamientos extranjeros por las Islas Tuamotu y en las islas de la Sociedad, sí encontraron evidencias de presencia europea en Tahití (la principal isla). En el tiempo transcurrido entre las dos expediciones, James Cook arribó a Tahití en agosto de 1773 y en abril de 1774. El 20 de septiembre de 1774 partieron del Callao El Águila, al mando de Domingo de Boenechea, y el pailebote Júpiter, al mando de José Andía y Varela. Una tormenta los separa el 5 de octubre, llegando el Júpiter a Tahití el 8 de noviembre, una semana antes que El Águila. Previamente recorrieron unas quince islas de los archipiélagos de Tuamotu, Sotavento y Australes. Viajan con ellos los sacerdotes franciscanos Jerónimo Clota y Narciso González. Los jefes locales Tu y Vehiatua aceptaron la instalación de una misión católica en Tautira y el 1 de enero de 1775 se celebra la primera misa. El 5 de enero se firmaron las Capitulaciones de Oxatutira (o Tautira), por las que los dos jefes de la isla reconocieron la soberanía del rey de España y la permanencia en la isla de los dos sacerdotes y dos acompañantes a cambio de la protección española. Boenechea murió en Tahití el 26 de enero tras tomar posesión formal de Tahití y reconocerse la soberanía española en otras islas cercanas, por lo que los barcos retornaron al Callao el 27 de enero al mando de Tomás Gayangos (y transportando a otros cuatro nativos), llegando en abril de 1775 y dejando a los cuatro misioneros en la isla, sin embargo, los franciscanos no tuvieron suerte en evangelizar a causa de las fricciones entre los nativos.
De los 4 polinesios que viajaron a Lima en 1775, 2 fallecieron por viruela a los pocos meses de establecerse en la capital perulera. Puhoro (oriundo de la isla de Makatea y con el nombre de José) regresó a Tahití a través de la 3° expedición, mientras que su compañero se quedó en Lima.

## Tercera expedición a Tahití (1775)
El virrey Amat y Juniet sabiendo que Cook preparaba un nuevo viaje, envió a El Águila a Tahití al mando de Juan Cayetano de Lángara, partiendo del Callao el 27 de septiembre de 1775 y arribando a Tautira el 3 de noviembre. El 12 de noviembre de 1775 la misión fue abandonada retornando los sacerdotes al Callao y finalizando los intentos españoles de asentarse en Tahití.
Aun así, hubo intentos de retomar la empresa hispano-peruana en Tahití por parte del nuevo virrey, Teodoro de Croix, pero debido al total desinterés económico de la Corona española, y algunos problemas contra la iglesia católica tras la Expulsión de los jesuitas de la Monarquía Hispánica de 1767 (que desalentaban el interés misionero), se acabó por cancelar el proyecto. Finalmente, Francia se anexionaría la isla del virrey Amat un siglo después, en 1880.